# 峰岩乡
峰岩乡，是中华人民共和国重庆市南川区下辖的一个乡镇级行政单位。

## 行政区划
峰岩乡下辖以下地区：
千丘村、峰中村、峰胜村、正阳村、金兴村、三教村和风云村。